# كفر الحديدي
قرية كفر الحديدى هي إحدى القرى التابعة لمركز كفر صقر في محافظة الشرقية في جمهورية مصر العربية. حسب إحصاءات سنة 2006، بلغ إجمالي السكان في كفر الحديدى 2306 نسمة، منهم 1216 رجل و1090 امرأة.